# Чинголани, Марио
Марио Чинголани (итал. Mario Cingolani; 2 августа 1883, Рим — 8 апреля 1971, Рим) — итальянский химик и политик, министр авиации Италии (1946—1947), министр обороны Италии (1947).

## Биография
Родился в Риме, сын Польоне Чинголани и Джузеппы Дезерти. Окончил Римский университет, где изучал химию. Следующие полтора десятилетия, до начала двадцатых годов, профессионально занимался наукой. Основал и некоторое время руководил лабораторией реставрации древних документов в Государственном архиве Рима, которая позднее выросла в Istituto di patologia del libro, ныне — Центральный институт реставрации и консервации архивного и библиотечного наследия (Istituto centrale per il restauro e la conservazione del patrimonio archivistico e librario). Одновременно, ещё будучи студентом, в 1900 году вступил в организацию католической молодёжи, участвовал в работе Первого международного университетского католического конгресса.
В 1904 году возглавил Католический союз труда (Lega cattolica del Lavoro), занимался организацией католических профсоюзов в областях Лацио, Марке и Умбрия. Принял участие в создании Итальянской народной партии и до 1924 года являлся заместителем её национального секретаря. В 1919, 1921 и 1924 годах избран в Палату депутатов. В 1922 году являлся младшим статс-секретарём Министерства труда и социального обеспечения первого и второго правительств Луиджи Факты. В 1926 году лишён депутатского мандата. После падения в 1943 году фашистского режима Муссолини, оккупации северной Италии германскими войсками и учреждения на оккупированной территории Итальянской социальной республики ушёл в подполье.
После освобождения Рима англо-американскими войсками в июне 1944 года вернулся в политику, став одним из влиятельных участников строительства Христианско-демократической партии, вошёл в руководящие структуры новой партии. В июле 1944 года избран во временный законодательный орган — Национальный совет. Участвовал в работе межрегионального конгресса в Неаполе в качестве бывшего парламентария, а в ноябре 1944 года вошёл в центральное правление (direzione centrale) ХДП и с короткими перерывами оставался в нём до 1956 года. В апреле 1946 года был утверждён членом Учредительного собрания на 1-м съезде ХДП, где был избран достаточно скромным большинством (занял по количеству поданных голосов 49-е место в списке из 60 избранных).
С 13 июля 1946 по 2 февраля 1947 года являлся министром авиации Италии во втором правительстве Де Гаспери, с 31 мая по 15 декабря 1947 года — министром обороны в четвёртом правительстве Де Гаспери.
В 1945 году Чинголани представлял Италию в Международной комиссии труда в Париже, а позднее — на Международной конференции труда в Сан-Франциско. С 1946 по 1960 год являлся депутатом коммунального совета Рима, в 1948 году назначен в Сенат 1-го созыва как senatore di diritto, впоследствии несколько раз переизбирался по спискам ХДП, в 1954—1958 годах являлся заместителем председателя Сената. Последний раз был избран в Сенат 4-го созыва в 1963 году и сохранял мандат до окончания полномочий в 1968 году.
Умер в Риме 8 апреля 1971 года.